# Giuliana d'Assia-Philippsthal
Giuliana d'Assia-Philippsthal (Zutphen, 8 giugno 1761 – Bückeburg, 9 novembre 1799) fu una Langravia d'Assia-Philippsthal e dal 1787 al 1799 reggente di Schaumburg-Lippe.

## Biografia
Era figlia del langravio Guglielmo d'Assia-Philippsthal (1726–1810) e di sua moglie, la langravia Ulrica Eleonora d'Assia-Philippsthal-Barchfeld (1732–1795). Cresciuta in parte a Herzogenbusch, dove suo padre serviva come generale olandese, ricevette un'educazione tedesca.
A Philippsthal, il 10 ottobre 1780, sposò il conte Filippo II di Schaumburg-Lippe, che al momento del matrimonio aveva 57 anni ed era già vedovo.
Alla morte del marito, sette anni dopo, assunse la reggenza dello stato insieme al conte Giovanni Ludovico di Wallmoden-Gimborn, in nome del figlio minorenne Giorgio Guglielmo. Subito dopo il langravio Guglielmo I d'Assia fece occupare militarmente il principato, rivendicandolo come proprio feudo. Giuliana riuscì a far attivare i consiglieri dell'impero e ad ottenere l'appoggio della Prussia e dell'Hannover, determinando il rapido ritiro delle truppe di Guglielmo. La sua reggenza venne ritenuta estremamente benefica: diresse importanti riforme in ambito economico e scolastico, ridusse le spese di corte, condusse una politica di tolleranza verso gli ebrei, già avviata dal suocero, e poté in breve tempo condurre in porto modifiche fiscali. Assunse come medico personale Bernhard Christoph Faust e fermò in modo significativo la diffusione del vaiolo.
Giuliana fece riprogettare lo Schloss Hagenburg ed è ricordata come fondatrice del centro termale di Eilsen.
Morì, colpita da una pesante infreddatura e venne sepolta in un mausoleo a Schaumburger Wald. Continuò ad essere reggente per conto di suo figlio il conte Wallmoden-Gimborn.

## Figli
- Eleonora Luisa (1781−1783)
- Guglielmina Carlotta (1783−1858), sposò nel 1814 il conte Ernesto Federico zu Münster-Ledenburg (1766–1839)
- Giorgio Guglielmo (1784−1860) sposò nel 1816 la principessa Ida di Waldeck e Pyrmont (1796–1869)
- Carolina Luisa (1786−1846)

Dalla sua relazione con il lord ciambellano e maresciallo, il barone Clemente Augusto von Kaas, Giuliana ebbe inoltre un figlio:
- Clemente Antonio (1791–1836), barone di Althaus

## Ascendenza
|                                                            |                                        |                                             | Genitori                                             |  |  | Nonni |  |  | Bisnonni                        |  |  | Trisnonni                       |  |
|                                                            |                                        |                                             |                                                      |  |  |       |  |  | 8. Filippo d'Assia-Philippsthal |  |  | 16. Guglielmo VI d'Assia-Kassel |  |
|                                                            |                                        |                                             |                                                      |  |  |       |  |  | 8. Filippo d'Assia-Philippsthal |  |  | 16. Guglielmo VI d'Assia-Kassel |  |
|                                                            |                                        | 17. Edvige Sofia di Brandeburgo             |                                                      |  |  |       |  |  | 8. Filippo d'Assia-Philippsthal |  |  |                                 |  |
| 4. Carlo I d'Assia-Philippsthal                            |                                        |                                             |                                                      |  |  |       |  |  | 8. Filippo d'Assia-Philippsthal |  |  |                                 |  |
|                                                            |                                        | 9. Caterina Amalia di Solms-Laubach         | 18. Carlo Ottone di Solms-Laubach                    |  |  |       |  |  |                                 |  |  |                                 |  |
|                                                            |                                        | 9. Caterina Amalia di Solms-Laubach         | 18. Carlo Ottone di Solms-Laubach                    |  |  |       |  |  |                                 |  |  |                                 |  |
|                                                            |                                        | 9. Caterina Amalia di Solms-Laubach         | 19. Amoena Elisabetta di Bentheim-Tecklenburg        |  |  |       |  |  |                                 |  |  |                                 |  |
| 2. Guglielmo d'Assia-Philippsthal                          |                                        | 9. Caterina Amalia di Solms-Laubach         |                                                      |  |  |       |  |  |                                 |  |  |                                 |  |
|                                                            |                                        | 10. Giovanni Guglielmo di Sassonia-Eisenach | 20. Giovanni Giorgio I di Sassonia-Eisenach          |  |  |       |  |  |                                 |  |  |                                 |  |
|                                                            |                                        | 10. Giovanni Guglielmo di Sassonia-Eisenach | 20. Giovanni Giorgio I di Sassonia-Eisenach          |  |  |       |  |  |                                 |  |  |                                 |  |
|                                                            |                                        | 10. Giovanni Guglielmo di Sassonia-Eisenach | 21. Giovannetta di Sayn-Wittgenstein                 |  |  |       |  |  |                                 |  |  |                                 |  |
| 5. Carolina Cristina di Sassonia-Eisenach                  |                                        | 10. Giovanni Guglielmo di Sassonia-Eisenach |                                                      |  |  |       |  |  |                                 |  |  |                                 |  |
|                                                            |                                        | 11. Cristina Giuliana di Baden-Durlach      | 22. Carlo Gustavo di Baden-Durlach                   |  |  |       |  |  |                                 |  |  |                                 |  |
|                                                            |                                        | 11. Cristina Giuliana di Baden-Durlach      | 22. Carlo Gustavo di Baden-Durlach                   |  |  |       |  |  |                                 |  |  |                                 |  |
|                                                            |                                        | 11. Cristina Giuliana di Baden-Durlach      | 23. Anna Sofia di Brunswick-Wolfenbüttel             |  |  |       |  |  |                                 |  |  |                                 |  |
| 1. Giuliana d'Assia-Philippsthal                           |                                        | 11. Cristina Giuliana di Baden-Durlach      |                                                      |  |  |       |  |  |                                 |  |  |                                 |  |
|                                                            | 12. Filippo d'Assia-Philippsthal (= 8) | 24. Guglielmo VI d'Assia-Kassel (= 16)      |                                                      |  |  |       |  |  |                                 |  |  |                                 |  |
|                                                            | 12. Filippo d'Assia-Philippsthal (= 8) | 24. Guglielmo VI d'Assia-Kassel (= 16)      |                                                      |  |  |       |  |  |                                 |  |  |                                 |  |
|                                                            | 12. Filippo d'Assia-Philippsthal (= 8) | 25. Edvige Sofia di Brandeburgo (= 17)      |                                                      |  |  |       |  |  |                                 |  |  |                                 |  |
| 6. Guglielmo d'Assia-Philippsthal-Barchfeld                | 12. Filippo d'Assia-Philippsthal (= 8) |                                             |                                                      |  |  |       |  |  |                                 |  |  |                                 |  |
|                                                            |                                        | 13. Caterina Amalia di Solms-Laubach (= 9)  | 26. Carlo Ottone di Solms-Laubach (= 18)             |  |  |       |  |  |                                 |  |  |                                 |  |
|                                                            |                                        | 13. Caterina Amalia di Solms-Laubach (= 9)  | 26. Carlo Ottone di Solms-Laubach (= 18)             |  |  |       |  |  |                                 |  |  |                                 |  |
|                                                            |                                        | 13. Caterina Amalia di Solms-Laubach (= 9)  | 27. Amoena Elisabetta di Bentheim-Tecklenburg (= 19) |  |  |       |  |  |                                 |  |  |                                 |  |
| 3. Ulrica Eleonora d'Assia-Philippsthal-Barchfeld          |                                        | 13. Caterina Amalia di Solms-Laubach (= 9)  |                                                      |  |  |       |  |  |                                 |  |  |                                 |  |
|                                                            |                                        | 14. Lebrecht di Anhalt-Zeitz-Hoym           | 28. Vittorio Amedeo di Anhalt-Bernburg               |  |  |       |  |  |                                 |  |  |                                 |  |
|                                                            |                                        | 14. Lebrecht di Anhalt-Zeitz-Hoym           | 28. Vittorio Amedeo di Anhalt-Bernburg               |  |  |       |  |  |                                 |  |  |                                 |  |
|                                                            |                                        | 14. Lebrecht di Anhalt-Zeitz-Hoym           | 29. Elisabetta di Zweibrücken                        |  |  |       |  |  |                                 |  |  |                                 |  |
| 7. Carlotta Guglielmina di Anhalt-Bernburg-Schaumburg-Hoym |                                        | 14. Lebrecht di Anhalt-Zeitz-Hoym           |                                                      |  |  |       |  |  |                                 |  |  |                                 |  |
|                                                            |                                        | 15. Eberardina Giacoma di Weede             | 30. Giovanni Giorgio di Weede                        |  |  |       |  |  |                                 |  |  |                                 |  |
|                                                            |                                        | 15. Eberardina Giacoma di Weede             | 30. Giovanni Giorgio di Weede                        |  |  |       |  |  |                                 |  |  |                                 |  |
|                                                            |                                        | 15. Eberardina Giacoma di Weede             | 31. Agnese Margherita di Raesfeld                    |  |  |       |  |  |                                 |  |  |                                 |  |
|                                                            |                                        | 15. Eberardina Giacoma di Weede             |                                                      |  |  |       |  |  |                                 |  |  |                                 |  |